# Juniperus oxycedrus
El enebro rojo o enebro de la miera (Juniperus oxycedrus) es una especie del género Juniperus. Otros nombres comunes son oxicedro y cedro de España.[cita requerida] Su hábitat es el contorno de la región Mediterránea. Se puede encontrar en la mayor parte de la península ibérica y en las islas Baleares, faltando solo en el noroeste. Su distribución llega hasta Irán.

## Características

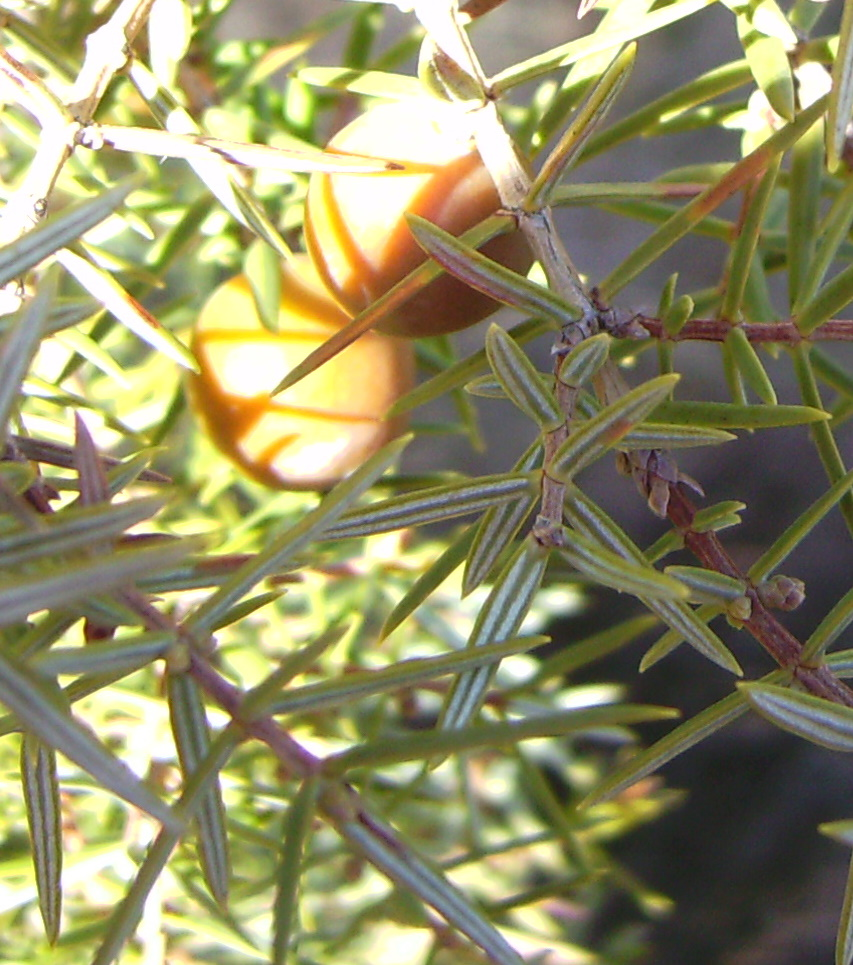
Juniperus oxycedrus, en una zona montañosa de Cataluña, mostrando frutos inmaduros y las dos bandas blancas en las hojas lo cual lo diferencia del enebro (Juniperus communis) que solamente tiene una banda blanca central

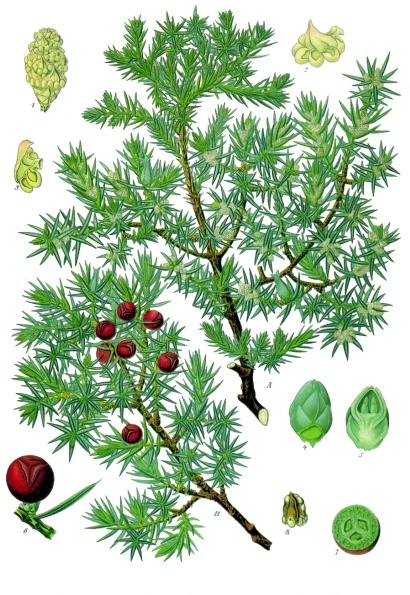
Ilustración de las hojas y frutos.

Es un arbusto perennifolio, que puede alcanzar los 10 m de altura y posee una copa muy tupida de forma cónica o aovada, acabando frecuentemente en forma puntiaguda. Tronco grueso y derecho, de corteza fibrosa, pardo grisácea, con hojas verticiladas por tres, aciculares, rígidas, punzantes, con dos líneas blancas por el haz, separadas por una verdosa más estrecha y notorios gálbulos. Es una especie unisexual dioica, produce pies masculinos y femeninos.
Florece al final del invierno y durante la primavera, madurando los gálbulos (frutos), al segundo año, los frutos son de forma globosa u ovoide, carnosas, abayadas, de un color verdoso al principio y posteriormente rojo o pardo-rojizo.
Es una planta muy variable en la que se distinguen muchas subespecies, atendiendo al color de la arcéstidas, longitud de las hojas, etc.; la más sólida de estas subespecies es la que se conoce como:
- Juniperus oxycedrus L. subsp  macrocarpa (Sibth. & Sm.) Ball  que vive en los arenales y dunas de las costas. También llamado enebro marítimo.

##### Distribución y hábitat
Siendo natural de la región mediterránea, lo podemos encontrar desde Portugal hasta Irán. Se distribuye por casi toda la península ibérica (y en las islas Baleares), estando ausente en el cuadrante noroccidental.
En la actualidad se encuentra en expansión debido principalmente al abandono de zonas de pasto que coloniza con facilidad.

Se cría sobre todo tipo de suelos, principalmente en los encinares y demás bosques mediterráneos, manteniéndose cuando estos son talados y soportando muy bien los suelos pedregosos y poco profundos; desde el nivel del mar a los 1000 m, donde empieza a escasear. Aguanta los climas secos.

## Usos
La madera es aromática, de color rojizo, grano fino, muy resistente a la putrefacción, fácil de trabajar; se ha empleado en ebanistería y da buenos pilares y vigas. Se cultiva como ornamental por su agradable follaje y para formar setos.

Es utilizado también para permitir la nidificación de especies de aves insectívoras en agricultura ecológica.
Se extraen aceites esenciales por ser un buen repelente contra los parásitos de la madera o de los animales.
El aceite esencial, llamado popularmente miera (por ende sus recolectores eran denominados miereros quienes obtenían la miera en los boscajes de enebro por ejemplo en la Sierra de las Nieves [no confundir con Sierra Nevada] de Andalucía), tal aceite esencial aún es obtenido a través de destilación de la madera de este arbusto. Se trata de un aceite oscuro, aromático, con un fuerte olor a humo que se utiliza en algunos cosméticos y medicamentos (tradicionales) para el tratamiento de la piel, así como usado como incienso.

## Taxonomía
Juniperus oxycedrus fue descrita por Carlos Linneo y publicada en Species Plantarum  2: 1038. 1753.
Citología
Número de cromosomas de Juniperus oxycedrus (Fam. Cupressaceae) y táxones infraespecíficos: 2n=22
Etimología
Juniperus: nombre genérico que procede del latín iuniperus, que es el nombre del enebro.
oxycedrus: epíteto que deriva del griego oxys y significa "punzante".
Variedades aceptadas
- Juniperus oxycedrus var. badia H.Gay

Sinonimia
- Juniperus glauca Salisb.
- Juniperus heterocarpa Timb.-Lagr. ex Nyman
- Juniperus heterocarpa Timb.-Lagr. ex Loret & Barrandon
- Juniperus oxycedrina St.-Lag.
- Juniperus oxycedrus var. brachyphylla Loret
- Juniperus oxycedrus f. viridis Posp.
- Juniperus oxycedrus var. wittmanniana Carrière
- Juniperus rufescens Link
- Juniperus souliei Sennen
- Juniperus tenella Antoine
- Juniperus wittmanniana Fisch. ex Lindl.
- Oxycedrus echinoformis Carrière
- Oxycedrus ericoides Pandiani
- Oxycedrus withmanniana Carrière[10][11]

## Galería de imágenes

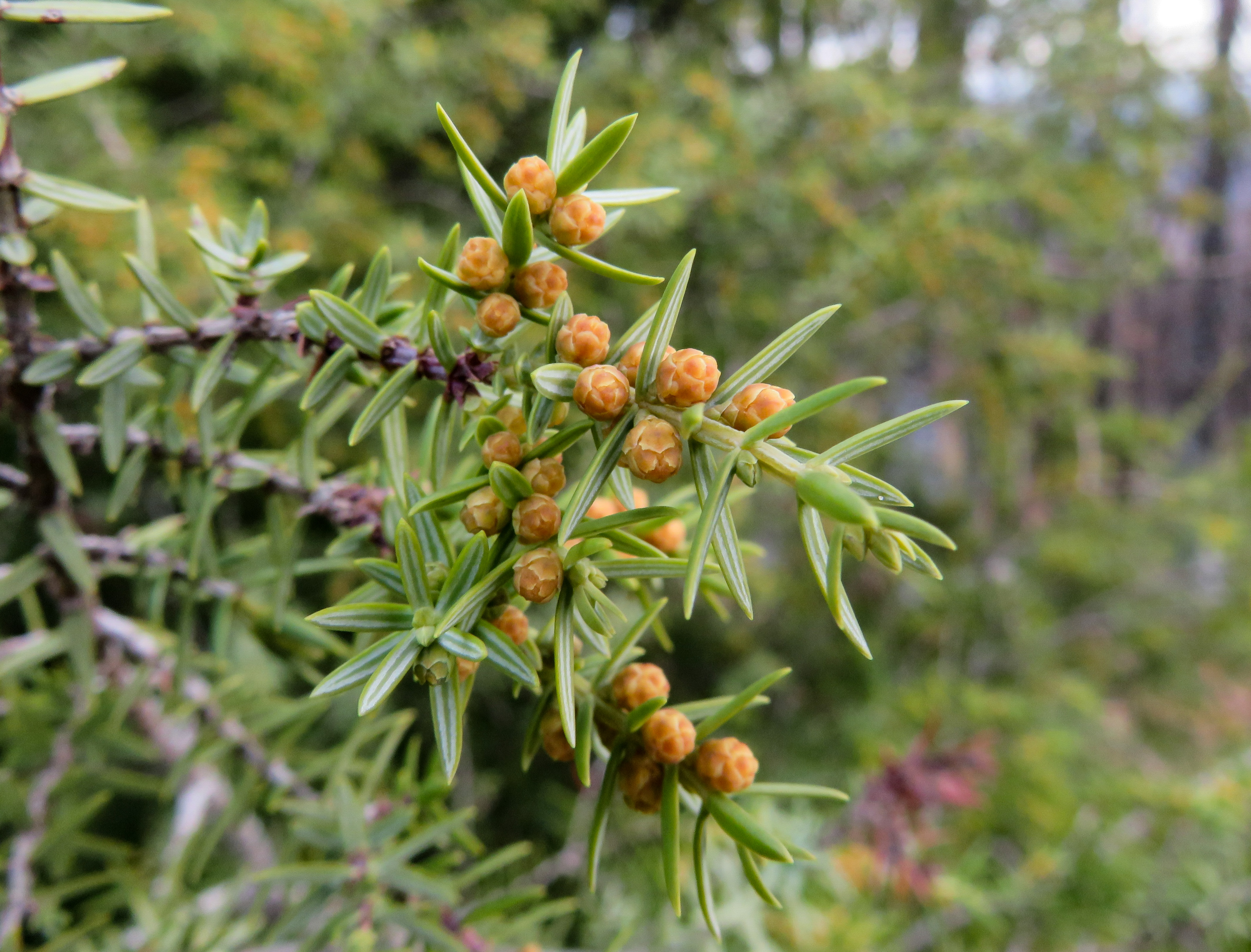
Hojas y conos masculinos (de polen), Madrid
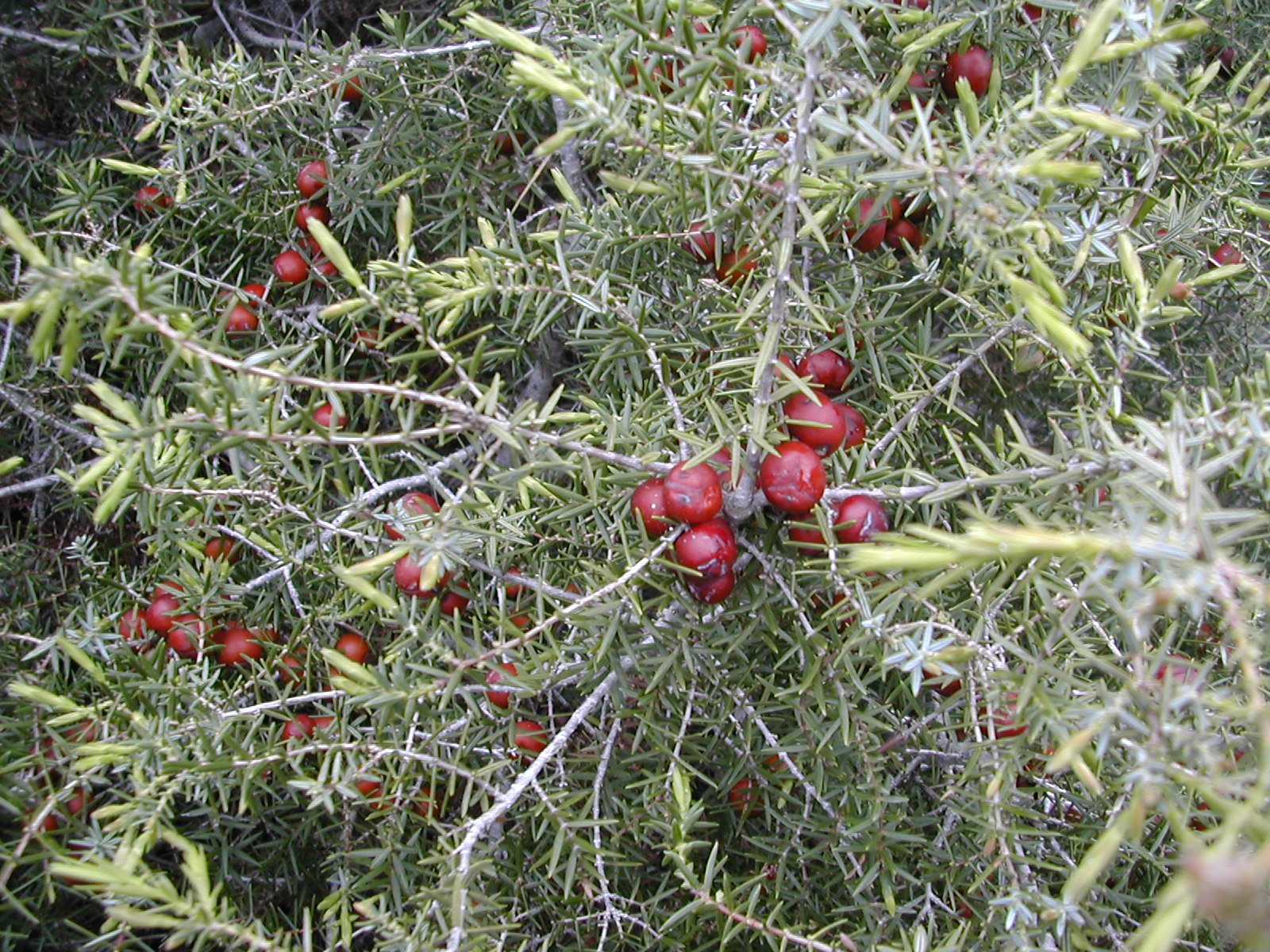
Hojas y conos maduros, Cataluña
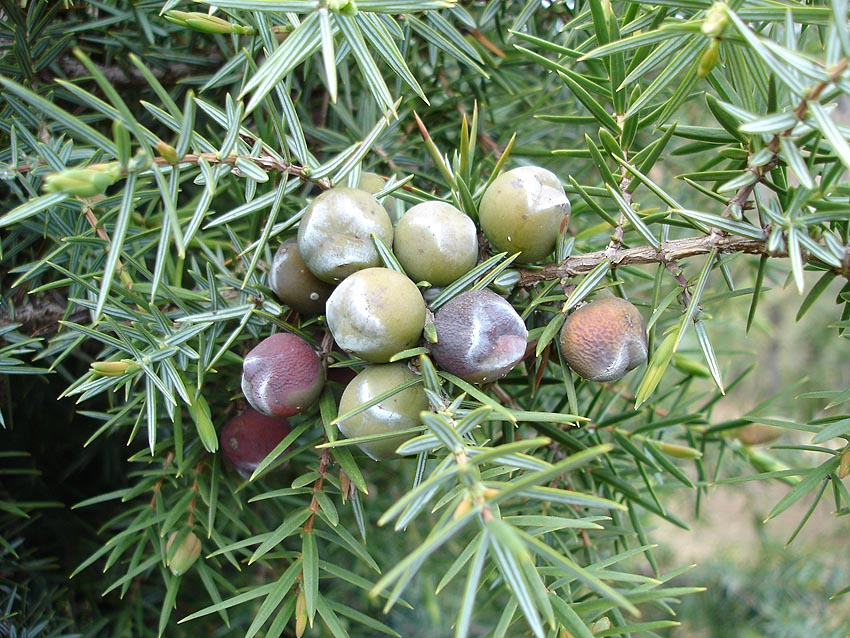
Hojas y conos inmaduros, sur de Francia
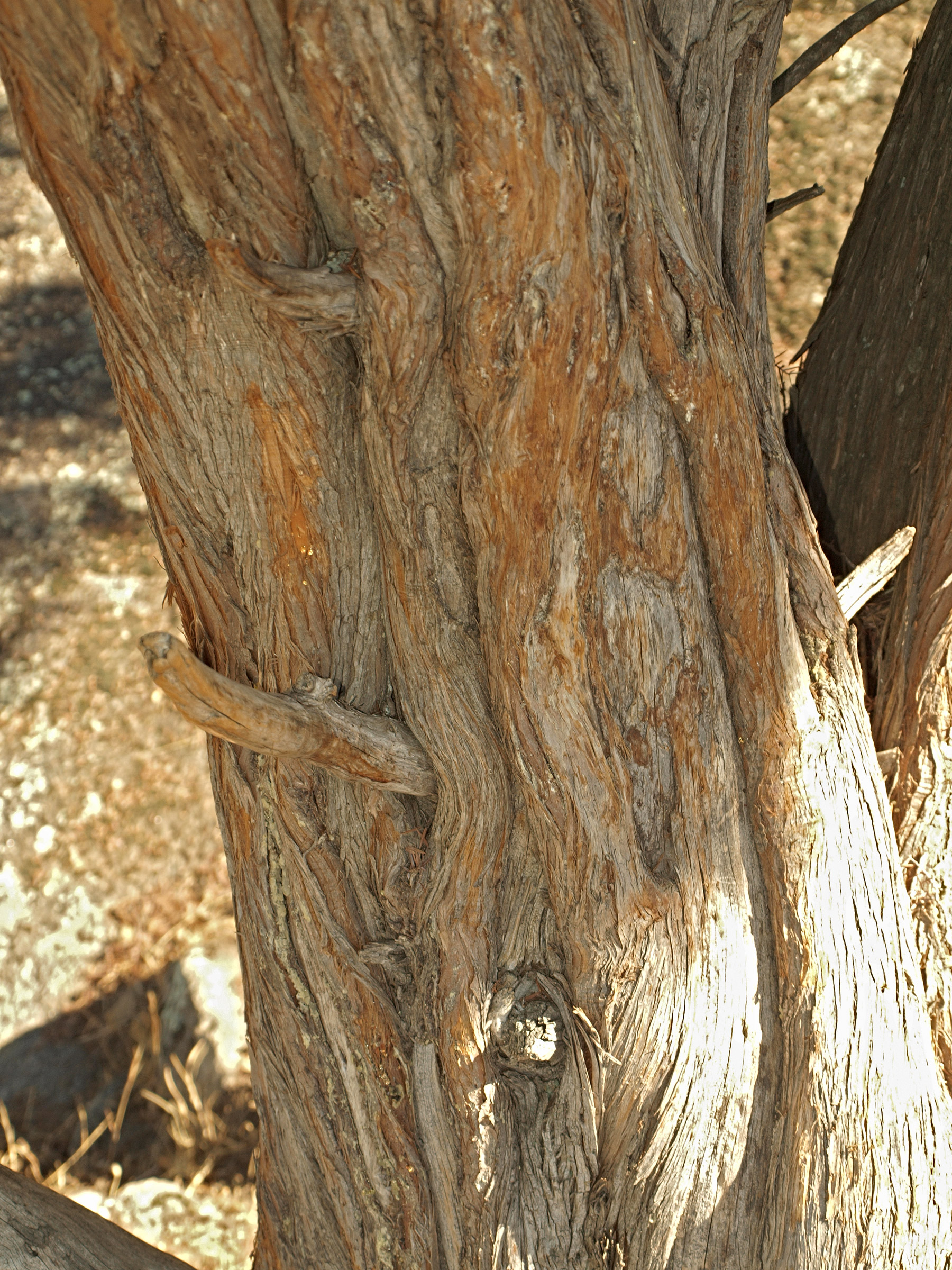
Corteza, Extremadura

## Nombres comunes
- Alerce español (3), broja (5), buto (4), cada (15), cade (4), carrasco, cedro (2), cedro de España, chaparro, cimbrio, cimbro, elebro, emjumbre, enebrina, enebro (35), enebro albar (3), enebro butero, enebro de la Miera, enebro de la miera (16), enebro de la miera broja, enebro de miera (4), enebro mayor (5), enebro mayor con fruto rojo, enebro menor, enebro negral, enebro rojo, enebros, enhambri, enhembri, enjambre, enjumbrio, gambilla (gálbula), gayubas (gálbula), ginebra, ginebro (2), inebro, jabino (2), jimbre, jimbrio, jimbro (3), joimbre (2), joimbrero, jumbrial, jumbrio (2), junípero, miera (2), miero, nebro (10), nebros, nerbo, nervo, nieblo, oxicedro (8), oxicedro de monte, sabina, sabino, tejo, xinebro, árguma (el número entre paréntesis indica las especies que tienen el mismo nombre en España).[12]
- cedro de las Azores[13]